# Tomisaku Kawasaki
Tomisaku Kawasaki (jap. 川崎富作 Kawasaki Tomisaku; ur. 7 lutego 1925 w Tokio, zm. 5 czerwca 2020) – japoński pediatra. Jego nazwisko jest wiązane z chorobą, którą opisał razem z Fumio Kousaki w 1967 roku – chorobą Kawasakiego.

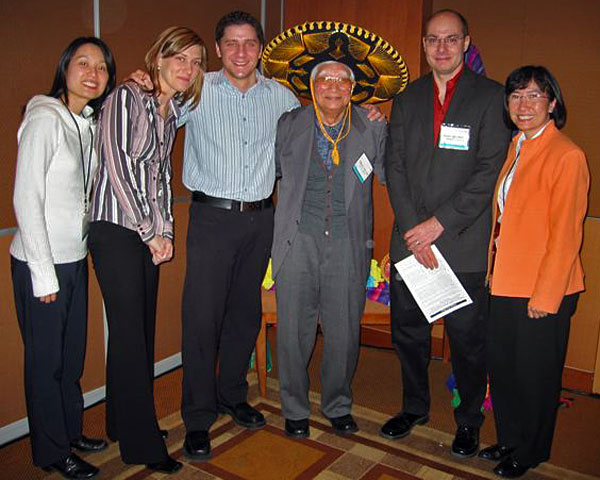
Dr Kawasaki (w środku) na 8. międzynarodowym sympozjum poświęconym chorobie Kawasaki (2005)

Urodził się w Tokio w 1925 roku jako najmłodszy z siódemki rodzeństwa. Zgodnie z życzeniem matki studiował medycynę, chociaż w młodości interesował się botaniką i hodowlą eksperymentalną roślin użytkowych. Po ukończeniu studiów w Szkole Medycznej Uniwersytetu Chiba rozpoczął specjalizację z pediatrii, a żeby móc się utrzymać podjął pracę w Szpitalu Czerwonego Krzyża w Hiroo, gdzie pozostał przez następne 40 lat.
Najbardziej znany z opisania w 1961 r. skórno-śluzówkowego zespołu węzłów chłonnych. Jego publikacja spotkała się z dużym odzewem wśród japońskich lekarzy, którzy zaczęli zgłaszać podobne przypadki. W 1970 r. utworzono rządowy program badawczy dla tej choroby, zwanej z czasem chorobą Kawasakiego.
Przez 17 lat stał na czele Kawasaki Disease Research Center. Otrzymał Nagrodę Japońskiego Towarzystwa Pediatrycznego i zaproszenie na audiencję u pary cesarskiej. Wykładał gościnnie na Uniwersytecie Kurume i w USA.
Otrzymał Nagrodę Asahi za 1989 rok.

## Wybrane prace
- Pediatric acute febrile mucocutaneous lymph node syndrome with characteristic desquamation of fingers and toes: my clinical observation of fifty cases. The Pediatric Infectious Disease Journal, Baltimore, 2002, 21: 1-38.
- General review and problems in Kawasaki Disease. Japanese Heart Journal, Tokio, 1995, 36: 1-12.